# Rapport de branchement
En physique des particules et en physique nucléaire, le rapport de branchement (ou rapport d'embranchement) désigne la probabilité de voir un nucléide emprunter un mode de désintégration radioactive donné parmi tous les modes de désintégration qu'il est susceptible de connaître. La somme des rapports de branchement de tous les modes de désintégration d'un nucléide est donc par définition égale à 1 (soit 100 %).

## Exemple
Par exemple, le potassium 40 se désintègre en calcium 40 par désintégration β− et en argon 40 par capture électronique (ε) avec des rapports de branchement respectifs de 0,882 (88,2 %) et 0,118 (11,8 %).

## Période partielle
Une « période partielle » peut être calculée pour un mode de désintégration donné à partir de la période radioactive du radionucléide et du rapport de branchement du mode de désintégration considéré. Cette valeur n'a toutefois de sens que lorsque les périodes partielles ainsi déterminées sont du même ordre de grandeur (i.e. lorsque les rapports de branchement sont équilibrés). Le césium 132 illustre bien cette situation, car il se désintègre en ε ou β+ d'une part, et en β− d'autre part, avec des rapports respectifs de 98,1 % et 1,9 % et une période radioactive « globale » de 6,479 jours, d'où une période partielle de 6,60 jours par rapport aux désintégrations ε et β+, mais de 341 jours par rapport à la désintégration β− : il ne reste évidemment plus beaucoup de noyaux 132Cs au bout de 341 jours de désintégrations β+ pour évaluer expérimentalement la « demi-vie » du 132Cs par désintégration β−.